# محاولة انقلاب 1990 في أفغانستان
محاولة الانقلاب في أفغانستان عام 1990 حدثت في 6 مارس 1990، عندما حاول الجنرال شهنواز تني، الشيوعي المتشدد والخلقي الذي خدم كوزير دفاع، الإطاحة بالرئيس محمد نجيب الله لجمهورية أفغانستان. فشلت محاولة الانقلاب وأجبرت تني على الفرار إلى باكستان.